# NGC 645
NGC 645 je galaksija u zviježđu Ribe.

## Vanjske poveznice
- SEDS: NGC 0645